# 1148 год
1148 (ты́сяча сто со́рок восьмо́й) год  по юлианскому календарю — високосный год, начинающийся в четверг. Это 1148 год нашей эры, 8‑й год 5‑го десятилетия XII века 2‑го тысячелетия, 9‑й год 1140‑х годов. Он закончился 877 лет назад.
| Пн | Вт | Ср | Чт | Пт | Сб | Вс |
|    |    |    | 1  | 2  | 3  | 4  |
| 5  | 6  | 7  | 8  | 9  | 10 | 11 |
| 12 | 13 | 14 | 15 | 16 | 17 | 18 |
| 19 | 20 | 21 | 22 | 23 | 24 | 25 |
| 26 | 27 | 28 | 29 | 30 | 31 |    |

| Пн | Вт | Ср | Чт | Пт | Сб | Вс |
|    |    |    |    |    |    | 1  |
| 2  | 3  | 4  | 5  | 6  | 7  | 8  |
| 9  | 10 | 11 | 12 | 13 | 14 | 15 |
| 16 | 17 | 18 | 19 | 20 | 21 | 22 |
| 23 | 24 | 25 | 26 | 27 | 28 | 29 |

| Пн | Вт | Ср | Чт | Пт | Сб | Вс |
| 1  | 2  | 3  | 4  | 5  | 6  | 7  |
| 8  | 9  | 10 | 11 | 12 | 13 | 14 |
| 15 | 16 | 17 | 18 | 19 | 20 | 21 |
| 22 | 23 | 24 | 25 | 26 | 27 | 28 |
| 29 | 30 | 31 |    |    |    |    |

| Пн | Вт | Ср | Чт | Пт | Сб | Вс |
|    |    |    | 1  | 2  | 3  | 4  |
| 5  | 6  | 7  | 8  | 9  | 10 | 11 |
| 12 | 13 | 14 | 15 | 16 | 17 | 18 |
| 19 | 20 | 21 | 22 | 23 | 24 | 25 |
| 26 | 27 | 28 | 29 | 30 |    |    |

| Пн | Вт | Ср | Чт | Пт | Сб | Вс |
|    |    |    |    |    | 1  | 2  |
| 3  | 4  | 5  | 6  | 7  | 8  | 9  |
| 10 | 11 | 12 | 13 | 14 | 15 | 16 |
| 17 | 18 | 19 | 20 | 21 | 22 | 23 |
| 24 | 25 | 26 | 27 | 28 | 29 | 30 |
| 31 |    |    |    |    |    |    |

| Пн | Вт | Ср | Чт | Пт | Сб | Вс |
|    | 1  | 2  | 3  | 4  | 5  | 6  |
| 7  | 8  | 9  | 10 | 11 | 12 | 13 |
| 14 | 15 | 16 | 17 | 18 | 19 | 20 |
| 21 | 22 | 23 | 24 | 25 | 26 | 27 |
| 28 | 29 | 30 |    |    |    |    |

| Пн | Вт | Ср | Чт | Пт | Сб | Вс |
|    |    |    | 1  | 2  | 3  | 4  |
| 5  | 6  | 7  | 8  | 9  | 10 | 11 |
| 12 | 13 | 14 | 15 | 16 | 17 | 18 |
| 19 | 20 | 21 | 22 | 23 | 24 | 25 |
| 26 | 27 | 28 | 29 | 30 | 31 |    |

| Пн | Вт | Ср | Чт | Пт | Сб | Вс |
|    |    |    |    |    |    | 1  |
| 2  | 3  | 4  | 5  | 6  | 7  | 8  |
| 9  | 10 | 11 | 12 | 13 | 14 | 15 |
| 16 | 17 | 18 | 19 | 20 | 21 | 22 |
| 23 | 24 | 25 | 26 | 27 | 28 | 29 |
| 30 | 31 |    |    |    |    |    |

| Пн | Вт | Ср | Чт | Пт | Сб | Вс |
|    |    | 1  | 2  | 3  | 4  | 5  |
| 6  | 7  | 8  | 9  | 10 | 11 | 12 |
| 13 | 14 | 15 | 16 | 17 | 18 | 19 |
| 20 | 21 | 22 | 23 | 24 | 25 | 26 |
| 27 | 28 | 29 | 30 |    |    |    |

| Пн | Вт | Ср | Чт | Пт | Сб | Вс |
|    |    |    |    | 1  | 2  | 3  |
| 4  | 5  | 6  | 7  | 8  | 9  | 10 |
| 11 | 12 | 13 | 14 | 15 | 16 | 17 |
| 18 | 19 | 20 | 21 | 22 | 23 | 24 |
| 25 | 26 | 27 | 28 | 29 | 30 | 31 |

| Пн | Вт | Ср | Чт | Пт | Сб | Вс |
| 1  | 2  | 3  | 4  | 5  | 6  | 7  |
| 8  | 9  | 10 | 11 | 12 | 13 | 14 |
| 15 | 16 | 17 | 18 | 19 | 20 | 21 |
| 22 | 23 | 24 | 25 | 26 | 27 | 28 |
| 29 | 30 |    |    |    |    |    |

| Пн | Вт | Ср | Чт | Пт | Сб | Вс |
|    |    | 1  | 2  | 3  | 4  | 5  |
| 6  | 7  | 8  | 9  | 10 | 11 | 12 |
| 13 | 14 | 15 | 16 | 17 | 18 | 19 |
| 20 | 21 | 22 | 23 | 24 | 25 | 26 |
| 27 | 28 | 29 | 30 | 31 |    |    |

## События

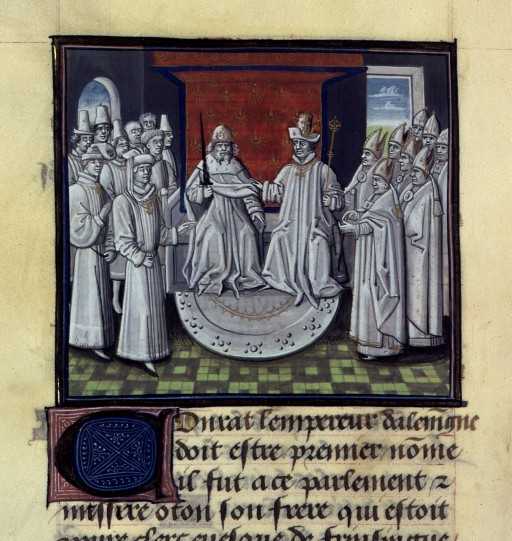
Совет в Акре во время второго крестового похода

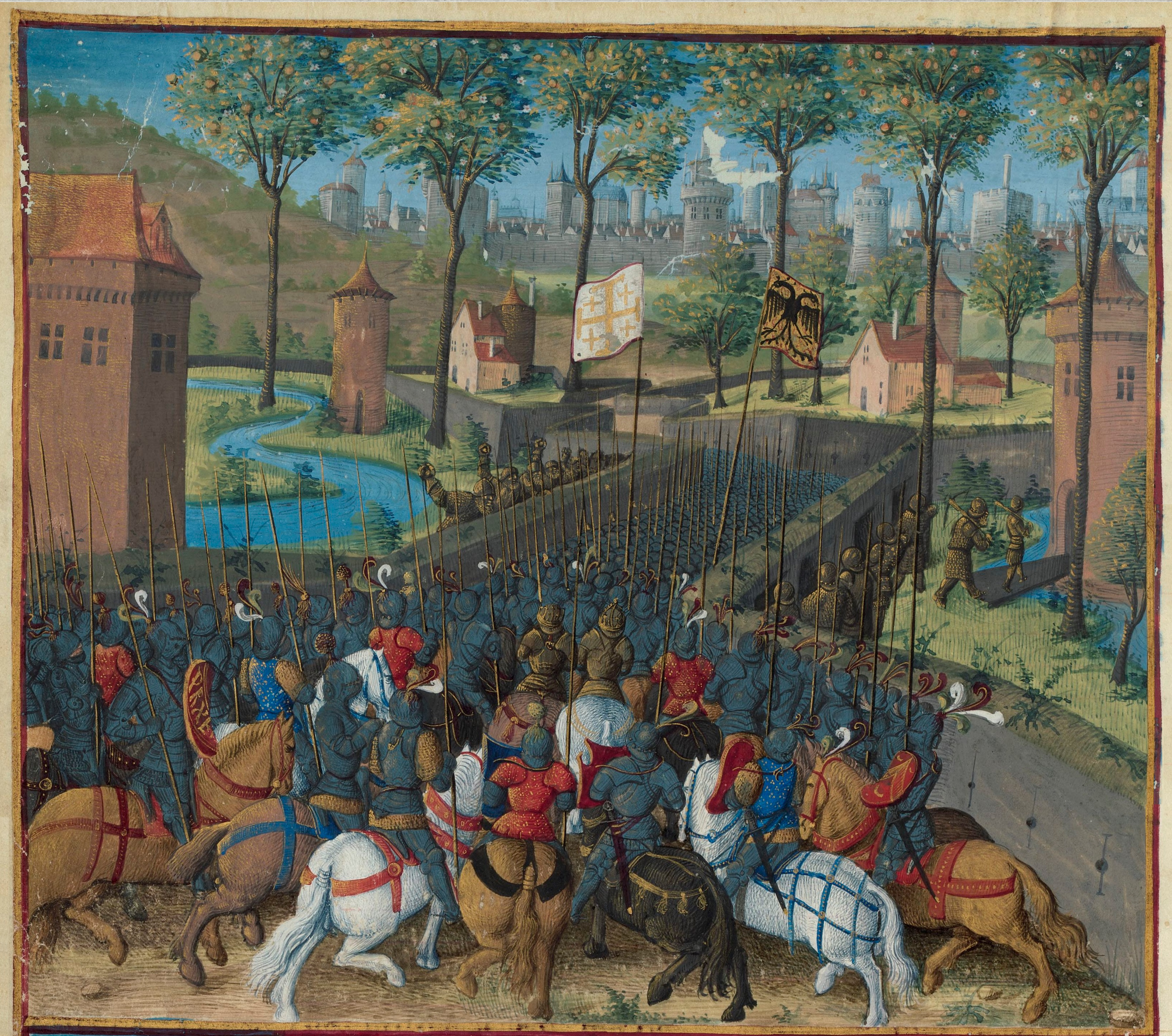
Осада крестоносцами Дамаска во время второго крестового похода

- 1135—1154 — гражданская война в Англии. Длительный феодальный конфликт в Англо-нормандском государстве, вызванный борьбой за престол после смерти короля Генриха I[1].
- 1148—1152 — Тунис присоединён к Сицилии:
  - Воспользовавшись внутренней борьбой и голодом, Георгий Антиохийский занимает Махдию (22 июня), Сузу (1 июля) и Сфакс (12 июля) в Тунисе от имени Роджера II.
- 1147—1149 — Второй крестовый поход[2]:
  - 6 января — битва на горе Кадмус между французской армией во главе с королём Людовиком VII и армией Конийского султаната, завершившееся разгромом крестоносцев[3].
  - 1 июля—30 декабря — осада Тортосы в Испании[4].
  - 24—29 июля — осада Дамаска. Провал попыток немецких крестоносцев овладеть Дамаском[5].
  - Флот англо-фламандских крестоносцев берёт Оран
- Матильда Императрица покидает Англию. Борьбу со Стефаном продолжает её сын Генрих, граф Анжу.
- Взятие арагонцами Тортосы.
- Захват Альмохадами Кордовы.
- После восстания других городов региона (Мекнес, Сиджильмаса) население Сеуты восстаёт против Альмохадов.
- Возвращение папы Евгения в Италию. Собор в Клермоне. Отлучение Арнольда Брешианского
- Мануил I Комнин собрал огромный флот и войско и двинулся на норманнов. Половцы перешли Дунай и стали грабить страну. Мануил повернул войска и флот к Дунаю. Половцы ушли за Дунай, но Мануил настиг их и разгромил. Мануил прибыл на Корфу и после упорной осады овладел крепостью.
- Битва при Газни — Сайфуддин Сури побеждает Бахрам-шаха.

## Русь
Правление: 1146—1149, 1150, 1151-1154 — Изяслав Мстиславич
- 1146—1154 — междоусобная война на Руси[6].
  - Стояние под Любечем между Изяславом Мстиславичем и Юрием Долгоруким и их союзниками, в котором Изяслав при поддержке венгров атаковал владения чернигово-северских Ольговичей, поддержанных рязанскими князьями и половцами[6].
- Изяслав Мстиславич со значительными силами осадил Чернигов и разорил городскую округу. Затем он двинулся к Любечу, однако город взять не сумел, пытался вызвать черниговцев на решающее сражение, но наступившая оттепель заставила его вернуться в Киев[7].
- Черниговские князья направляют послов к Юрию Долгорукому, чтобы напомнить о его обещании идти с ними на Изяслава Мстиславича. Долгорукий медлит и Черниговские князья в свою очередь начинают искать мира с Изяславом[8].
- Изяслав Мстиславич заключил союз с черниговскими князьями[7].
- Осень — на княжеском съезде у Городца-Остерского, организованным Изяславом Мстиславичем, был решён вопрос о зимнем походе на Юрия Долгорукова (поход состоялся зимой 1149 года)[8].
- Осень — Изяслав Мстиславич выделяет приехавшему к нему на службу старшему сыну Юрия Долгорукова — Ростиславу Юрьевичу, недовольному решением отца, что тот лишил его волости в Суздальской земле, уходит к великому князю и получает города: Божский, Межибожье, Котельница, ещё два города, а также Городец-Остерский (выгнан из данных городов в 1149 году)[7][8].
- Зима 1148/1149.  Великий князь Киевский Изяслав Мстиславич совместно с братом Смоленским князем Ростиславом Мстиславичем, а также новгородцами, псковичами и карелой совершил поход на Верхнюю Волгу во владения ростово-суздальского князя Юрия Долгорукого. Союзники в феврале-марте 1149 года взяли шесть городов[9]: Углич, Кснятин, Мологу[10], и, предположительно Дубну, Шошу и Тверь[11], дошли до Ярославля, но из-за распутицы поход прекратили. Однако принудить Юрия Долгорукого к миру не удалось.
- 1147–1148 — Изяслав Давидович в составе коалиции черниговских Святославичей боролся против киевского князя и в 1148 году примирился с ним[12].
- Конец года — Глеб Юрьевич предпринял попытку захватить Переславль (Южный), однако был отбит переславльским князем Мстиславом Изяславичем, а затем осаждён в Городце-Остерском киевским князем Изяславом Мстиславичем. В результате Глеб Юрьевич сдался и целовал крест киевскому князю[13].
- Курский князь Глеб Юрьевич на короткое время становится городец-остерским князем, а оттуда "не стерпя в нём быти" отправляется в Чернигов к Владимиру Давыдовичу. Из Чернигова отправляется к отцу в Суздаль[13][14].
- 1148—1154 — Ярослав Изяславич становится новгородским князем[7].
- Новгородские архиепископ Нифонт, выступивший в 1147 году против постановления по инициативе киевского князя Изяслава Мстиславича собором русских епископов Климента Смолятича митрополитом киевским без санкции патриарха Константинопольского, вызван в Киев, где по приказу киевского князя был заключён под стражу в Киево-Печерском монастыре и владыка был освобождён только в 1149 году, после захвата Киева Юрием Долгоруким[15].
- Андрей Боголюбский женился на Улите, дочери боярина Степана Ивановича Кучки, родственники которых в 1174 году составили заговор и убили князя[16].
- Первое упоминание в летописи города Углич (Углече поле)[10].

## Начало правления
См.также: Список глав государств в 1148 году
- 1148—1287 — династия Салагуридов в Фарсе.

## Родились
См. также: Категория:Родившиеся в 1148 году

## Скончались
См. также: Категория:Умершие в 1148 году